# See You Later, Alligator
See You Later, Alligator är en rock and roll-låt skriven av Robert "Bobby Charles" Guidry och lanserad av honom 1955. Låten är främst känd i den coverversion som Bill Haley and his Comets spelade in 1955 och som lanserades 1956. Där Bobby Charles inspelning var mer renodlad R&B är Haleys mer i snabb rockabillystil. Låten blev Haleys tredje och sista miljonsäljare.
Bob Dylan spelade in en parodi på låten 1967 tillsammans med The Band som fick titeln "See You Later Allen Ginsberg". Inspelningen gjordes tillgänglig på samlingsboxen The Bootleg Series Vol. 11: The Basement Tapes Complete 2014.

## Listplaceringar
- Billboard Hot 100, USA: #6[1]
- UK Singles Chart, Storbritannien: #7 (mars 1956), #12 (återinträde september 1956)[2]